# Joop Bergsma

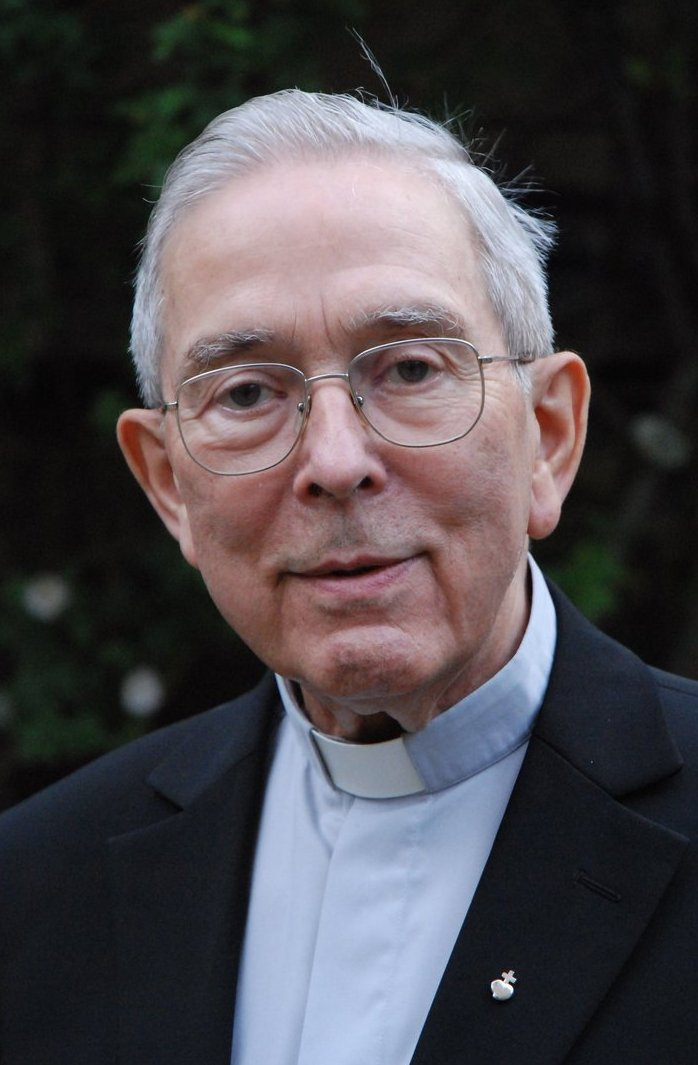
Joop Bergsma (2010)

Johannes Heinrich Bergsma (* 1. Februar 1928 in Rotterdam; † 8. Juli 2011 in Harsum) war ein niederländischer römisch-katholischer Geistlicher und Theologe. Er lebte und wirkte seit 1951 im Bistum Hildesheim.

## Leben
Bergsma erlebte als Zwölfjähriger im Mai 1940 die Zerstörung Rotterdams durch Bomber der deutschen Luftwaffe. Später wurde er Zeuge eines Racheakts der deutschen Besatzungstruppen nach einem Attentat. Die Familie flüchtete. Sein Vater, seine Schwester und ein Bruder der Mutter gingen in den Widerstand; der Onkel starb kurz vor Kriegsende in Deutschland im KZ. Mit diesen Erfahrungen entschied sich Joop Bergsma gegen Ende seines Theologiestudiums, nach Deutschland zu gehen, als in der norddeutschen Diaspora Seelsorger für die katholischen Vertriebenen gesucht wurden. Erinnerung der NS-Verbrechen als Voraussetzung für Versöhnung besonders mit den Juden blieb ihm ein zentrales Anliegen. 
Am 6. Juli 1952 wurde Bergsma in Hildesheim zum Priester geweiht. Nach den ersten Kaplansjahren wurde er Bischofssekretär bei Joseph Godehard Machens und bei dessen Nachfolger Heinrich Maria Janssen. Nach einem Promotionsstudium in Rom und Paderborn erlangte er 1963 mit einer Dissertation über Die Reform der Messliturgie durch Johannes Bugenhagen den theologischen Doktorgrad. Seitdem war das Vorantreiben der Ökumene ein weiteres Hauptmotiv seines Wirkens.
Von 1963 bis 1969 leitete Bergsma die Katholische Akademie St. Jakobushaus in Goslar. Danach übernahm er die Pfarrstelle an der Heilig-Kreuz-Kirche in Hildesheim. Gleichzeitig lehrte er von 1967 bis 1976 als Professor Liturgik und Ökumenik am Hildesheimer Priesterseminar sowie Liturgik an der Hochschule für Musik und Theater Hannover. Er war Mitglied der Würzburger Synode 1971–1975 zur Umsetzung der Beschlüsse des Zweiten Vatikanischen Konzils in Deutschland.
Von 1976 bis 1986 war Bergsma Pfarrer an St. Paulus in Göttingen und Dechant der Universitätsstadt, anschließend bis 1996 als Nachfolger von Heinrich Pachowiak Propst an St. Clemens in Hannover und Regionaldechant für die Region Hannover.
Bergsma war nichtresidierender Domkapitular am Hildesheimer Dom und 1986–1997 Vorsitzender der Ökumenekommission des Bistums. 1997 wurde ihm in Göttingen der Edith-Stein-Preis verliehen. 
Gelegentlich war Bergsma auch bereit, die Grenzen des gesamtkirchlich Vorgegebenen zu überschreiten. Er trat öffentlich für die Aufhebung der priesterlichen Zölibatsverpflichtung ein. 2001 weihte er gegen das Verbot Bischof Homeyers die Hildesheimer Beratungsstelle von donum vitae ein.
Bergsma war ein eindringlicher Prediger und einfühlsamer Seelsorger. Das zeigt sich auch in seinen Buchveröffentlichungen zu Liturgie und Spiritualität. Im Gotteslob sind seine Kyrie-Litanei Du rufst uns, Herr (GL 161) und die Übertragung aus dem Niederländischen Wer leben will wie Gott auf dieser Erde (GL 460; Original von Huub Oosterhuis) enthalten.